# 318694 Keszthelyi
A 318694 Keszthelyi (ideiglenes jelöléssel 2005 QM75) a Naprendszer kisbolygóövében található aszteroida. Sárneczky Krisztián és Kuli Zoltán fedezte fel 2005. augusztus 29-én.

## Névadása
Nevét Keszthelyi Sándor amatőrcsillagászról kapta, akinek az 1967 óta tartó csillagászati észlelési, cikkírói, ismeretterjesztési munkásságát díjazta ezzel a gesztussal a névadó Sárneczky Krisztián. A névadás oka pedig az volt, hogy Keszthelyi 2005. augusztus 29-én a kisbolygó felfedezése előtt pontosan 30 évvel, vagyis 1975. augusztus 29-én fedezte fel a 20. század legfényesebb nóváját a Hattyú csillagképben. A felfedezés jelentősége pedig az, hogy Magyarországon és Európában elsőként vette észre Pécs-Vasason, szabad szemmel az éppen kitörésben lévő új csillagot.